# Aslihah
Aslihah (tiếng Ả Rập: الاصلحة) cũng đánh vần Aslihah hoặc Asleha, là một ngôi làng ở miền đông nam Syria, hành chính một phần của huyện as-Suwayda  của As-Suwayda, nằm ở phía nam của as-Suwayda. Trong cuộc điều tra dân số năm 2004, nó có dân số 364.
Cư dân Aslihah chủ yếu là Kitô hữu Chính thống Hy Lạp. Chúng được ước tính để tạo thành 3/4 tổng dân số. Nhà thờ chính của làng dành riêng cho St. George và được xây dựng vào năm 1934 theo cấu trúc cũ.